# Jean-Marie Bottequin

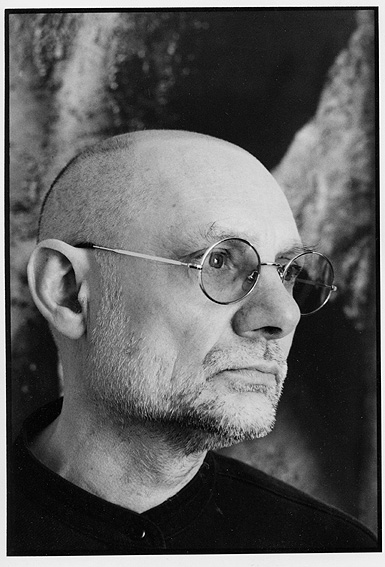
Jean-Marie Bottequin

Jean-Marie Albert Bottequin (29. dubna 1941 Gent) je belgický fotograf, fotoreportér a mim. Od roku 1968 žije a pracuje v německém Mnichově. Mezi jeho nejznámější klienty je výrobce automobilů BMW.

## Výstavy a sbírky
Jeho dílo je součástí těchto muzeí:
- Musée des Beaux Arts, Charlerloi, Belgie
- Collection of the State of Belgie
- National Theater Ghent, Belgie
- Photo Museum Munich
- European Patent Office, Munich
- Neue Sammlung (New Collection Museum), Munich
- BMW Museum, Munich
- Theater Museum, Munich
- Masonic Museum, Bayreuth
- Maison des Métiers d'Art de la Ville de Pézénas, Francie

## Publikace
- "L'art, le Style et l'Auto", Musée d'art moderne de la Ville de Paris, 1985
- "Die 7 Jahre des 7 - Die Entwicklung des großen BMW", Steinhaus Verlag, 1986
- "Design Process Auto", Neue Sammlung München, 1987
- "Der Ring", Bayreuth 1976–1980, Edition Robert Laffont, Paris 1980
- "Der Ring", Bayreuth 1988–1992, Europäische Verlagsanstalt, 1992
- "Art Collection European Patent Office", 1998
- "Ingmar Bergman Archive", Taschen Verlag 2008
- "Shylock", George Tabori, Andrea Welker, 1980
- "Theater, Zirkus, Varieté", vwi Verlag, Herrsching 1980
- "Die Liebe nach der Jagd...", Verlag ETC München 1979
- "König Ludwig II", Ullstein Langen Müller Verlag, München 1985
- "Die Freimaurer", Marcel Valmy, Callwey Verlag, 1990

## Mim
Bottequin je studentem francouzských mimů Étienna Decrouxe a Marcela Marceaua.

## Galerie

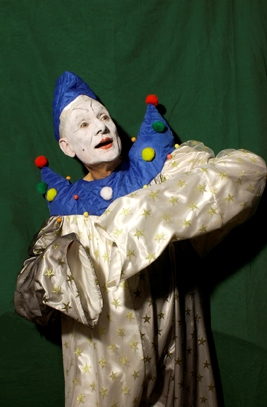
JMB v roli mima
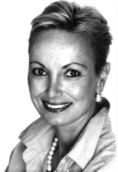
Marietta Meade, 1998
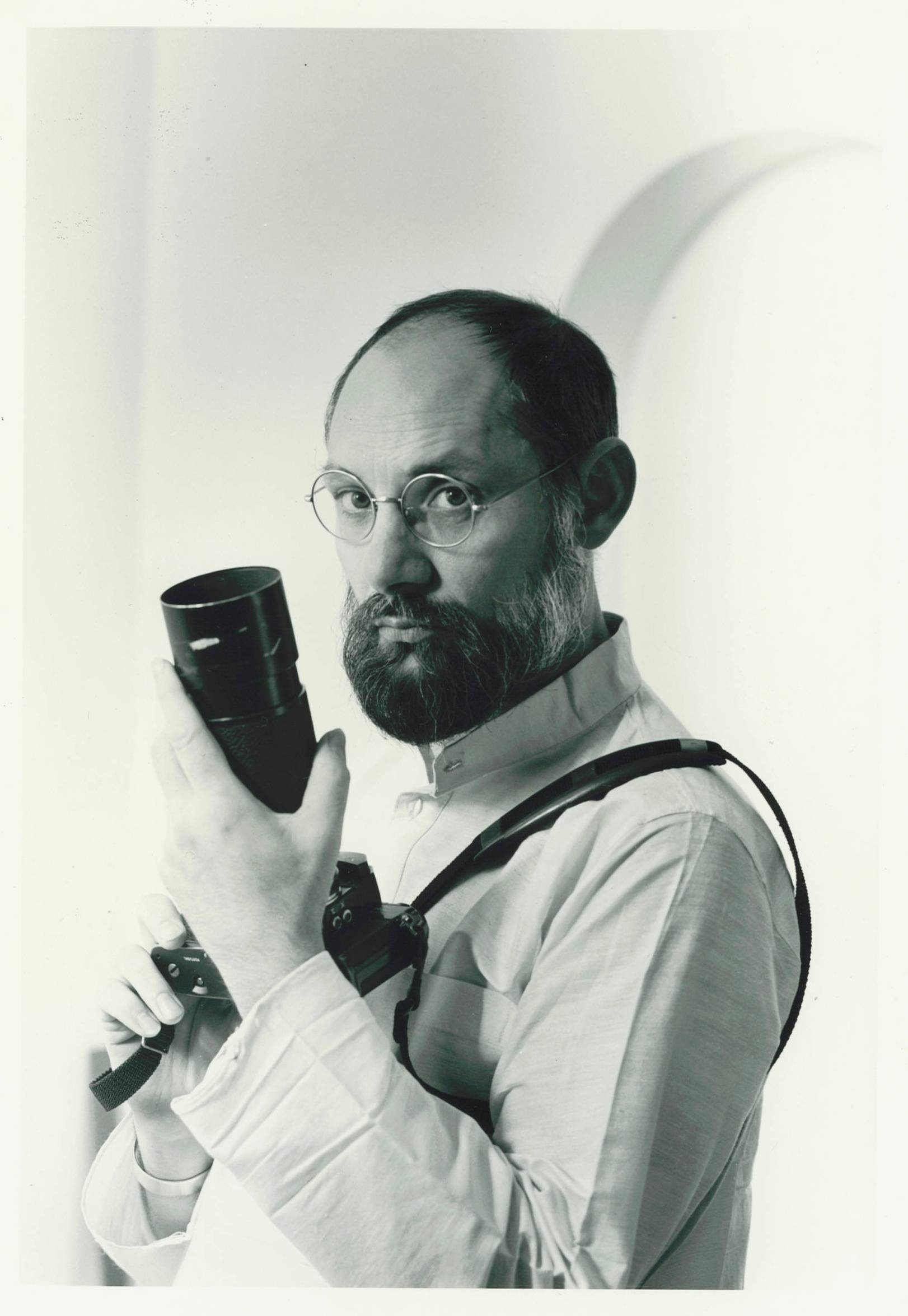
Jean-Marie Bottequin